# Roland Brehmer
Roland Brehmer (ur. 23 czerwca 1943 w Katowicach) – polski lekkoatleta, olimpijczyk.
Specjalizował się w biegach średnich i długich. 
W 1965 wystąpił w finale Pucharu Europy w Stuttgarcie w biegu na 800 metrów (6. miejsce). Startował na mistrzostwach Europy w 1966 w Budapeszcie w biegu na 1500 metrów, odpadł w eliminacjach. Podczas igrzysk olimpijskich w 1968 w Meksyku startował w biegu na 5000 metrów, ale nie ukończył konkurencji.
Był mistrzem Polski na 5000 metrów w 1967 i wicemistrzem na tym dystansie w 1966, a w 1970 zdobył brązowy medal. Był również wicemistrzem Polski (w 1966) i brązowym medalistą (w 1968) w biegu przełajowym oraz brązowym medalistą na 1500 metrów w 1965).
Jedenaście razy reprezentował Polskę w meczach międzypaństwowych (2 zwycięstwa).
Startował w klubach Iskra Pszczyna (1961-1963) i Start Katowice (1964-1972).
Rekordy życiowe:
- bieg na 800 metrów – 1:49,3
- bieg na 1000 metrów – 2:20,2
- bieg na 1500 metrów – 3:42,4
- bieg na 3000 metrów – 7:58,9
- bieg na 5000 metrów – 13:45,8

Po zakończeniu kariery zawodniczej pracował naukowo na AWF w Katowicach, gdzie był m.in. prodziekanem. Jest doktorem nauk kultury fizycznej (1974, AWF w Poznaniu).